# Sting (fribrottare)
Steve Borden, bättre känd under sitt artistnamn Sting, född 20 mars 1959 i Omaha i Nebraska, är en amerikansk före detta fribrottare som tidigare brottades i World Wrestling Entertainment.
Den 1 januari 2006 skrev han på för det då nya förbundet TNA (Total Nonstop Action, numera Impact Wrestling). På deras gala Bound For Glory i oktober samma år, vann han NWA-titeln, efter att ha besegrat Jeff Jarrett.
Sedan december 2020 brottades han i All Elite Wrestling.
Den 3 mars 2024 avslutade Sting sin karriär genom att försvara sin tag-teamtitel tillsammans med partnern Darby Allin på 2024 års Revolution (wrestling)-gala.